# Vanessa Fehr
Vanessa Fehr (* 13. September 1997 in Aachen) ist eine deutsche Handballspielerin, die für den deutschen Bundesligisten HSG Bensheim/Auerbach aufläuft.

## Karriere

### Im Verein
Ab 2013 spielte sie in der Jugend des TSV Bayer Leverkusen. Mit der A-Jugend konnte sie 2014 und 2015 die deutsche Meisterschaft gewinnen und wurde 2016 Zweite. Bis 2021 spielte sie für Leverkusen in der Bundesliga und im EHF Cup. 2021 wechselte sie zum Ligakonkurrenten HSG Bensheim/Auerbach. 2023 erreichten sie das Finale des DHB-Pokals. Dabei wurde sie als beste Torhüterin des Final 4 ausgezeichnet.

### In Auswahlmannschaften
Mit der deutschen Juniorinnen-Nationalmannschaft belegte sie den 4. Platz bei der U20-WM 2016.
Später entschied sie sich für die Nationalmannschaft der Demokratischen Republik Kongo aufzulaufen. Mit dem Kongo gewann sie die Silber-Medaille bei den Afrikaspielen 2023.